# Fondeadero Bahia Neny
Fondeadero Bahia Neny (spanisch) ist ein Naturhafen in der Neny Bay an der Fallières-Küste des Grahamlands auf der Antarktischen Halbinsel. 
Argentinische Wissenschaftler benannten ihn.